# Olympische Winterspiele 2010/Teilnehmer (Montenegro)
| Gelbes Symbol für Goldmedaillen mit stilisierten Olympischen Ringen | Graues Symbol für Silbermedaillen mit stilisierten Olympischen Ringen | Braundes Symbol für Bronzemedaillen mit stilisierten Olympischen Ringen |
| ------------------------------------------------------------------- | --------------------------------------------------------------------- | ----------------------------------------------------------------------- |
| —                                                                   | —                                                                     | —                                                                       |

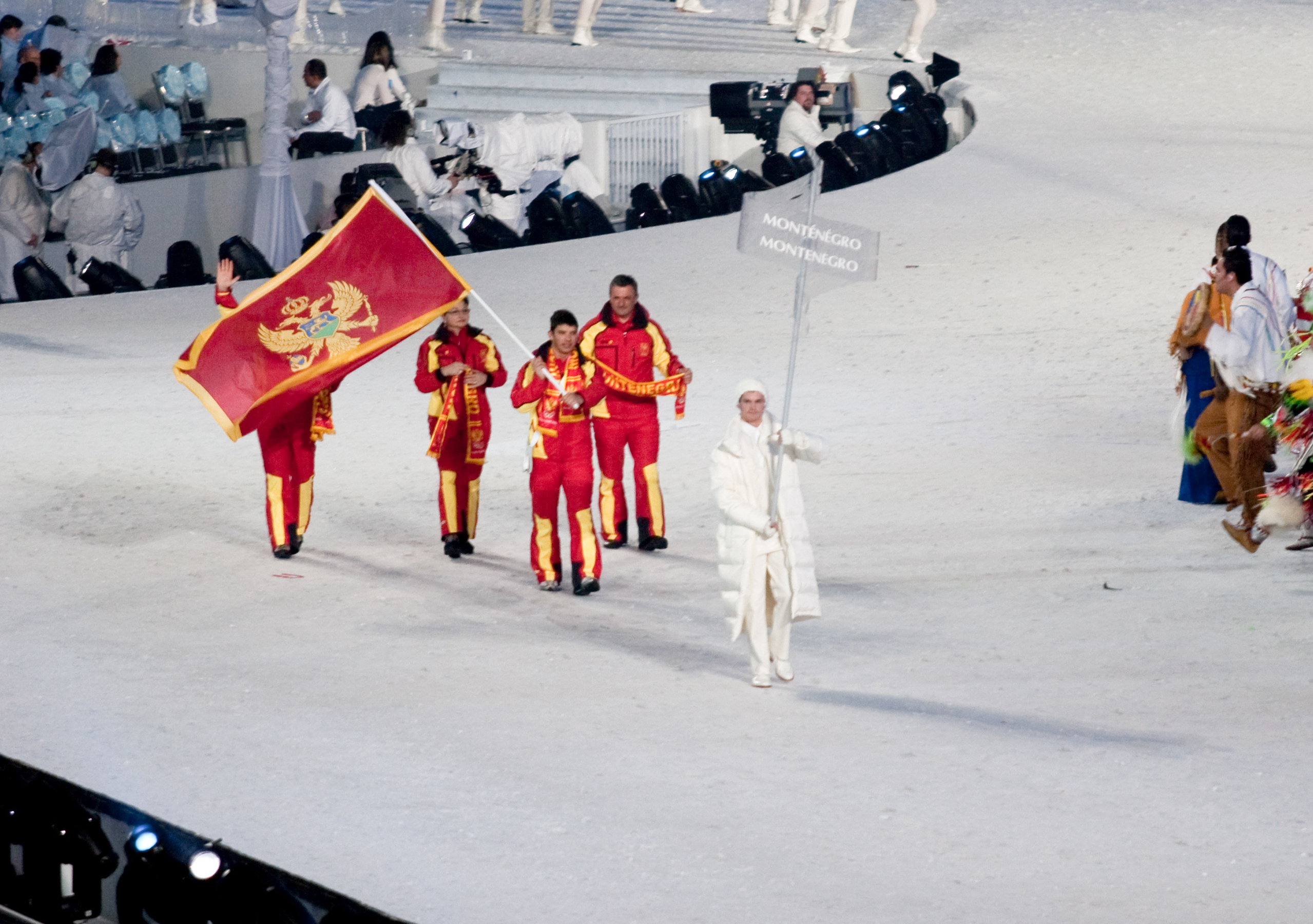
Einmarsch der Delegation Montenegros

Montenegro nahm an den Olympischen Winterspielen 2010 im kanadischen Vancouver mit einem Sportler im Ski Alpin teil. Es war die erste Teilnahme Montenegros an Olympischen Winterspielen.

## Ski Alpin
Männer
- Bojan Kosić
Riesenslalom: 61. Platz
Slalom: 40. Platz